# Carol I Ludovic al Palatinatului
Carol I Ludovic (în germană Karl I. Ludwig; n. 22 decembrie 1617, Heidelberg, Palatinatul Elector – d. 28 august 1680, Edingen-Neckarhausen, Baden-Württemberg, Germania) a fost principe elector al Palatinatului în perioada 1649-1680. El a fost fiul prințului Frederic V și al prințesei Elisabeta de Boemia.

## Biografie

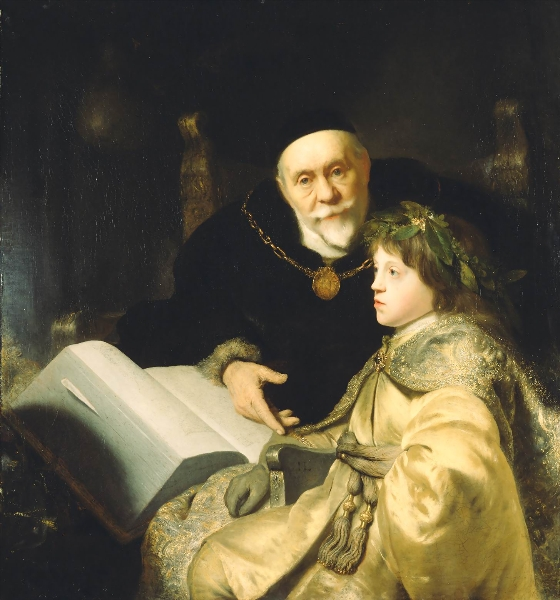
Tânăărul prinț Carol Ludovic cu bătrânul său profesor Volrad von Plesse, pictură de Jan Lievens, 1631.

Carol s-a născut la Heidelberg ca al doilea fiu al electorului Frederic al V-lea, „regele de o iarnă” al Boemiei și al soției acestuia, Prințesa Elisabeta.
Familia s-a văzut obligată să se refugieze în Olanda, unde Carol Ludovic și-a petrecut copilaria. Mama lui, Elisabeta Stuart, numită „regina de-o iarnă”, fiindcă doar atât a domnit în Bohemia, era fiica regelui Iacob I al Angliei și sora lui Carol I al Angliei. 
După decesul fratelui său mai mare în 1629, și a tatălui său în 1632, Carol Ludovic a moștenit posesiunile tatălui său în Electoratul Palatin. Împreună cu fratele său mai mic, Prințul Rupert el a petrecut mare parte a anilor 1630 la curtea regelui Carol I al Angliei, unchiul lor pe linie maternă, sperând că Anglia va susține cauza lor. Tânărul Elector Palatin n-a avut parte de succes în acest sens și treptat s-a înstrăinat de rege, care se temea că nepotul său ar putea deveni un punct central pentru forțe de opoziție din Anglia.
Într-adevăr, în criza care a dus la izbucnirea Războiului Civil englez, Carol Ludovic a avut o simpatie considerabilă pentru liderii parlamentari, în special pentru contele de Essex. Deși Carol Ludovic a fost implicat în stadii incipiente ale Războiului Civil de partea unchiului său, neavând încredere în simpatiile sale parlamentare, el s-a întors la mama lui, la Haga. Acolo el s-a distanțat de cauza regalistă în războiul civil, temându-se că regele Carol l-ar vinde în schimbul sprijinului spaniol.

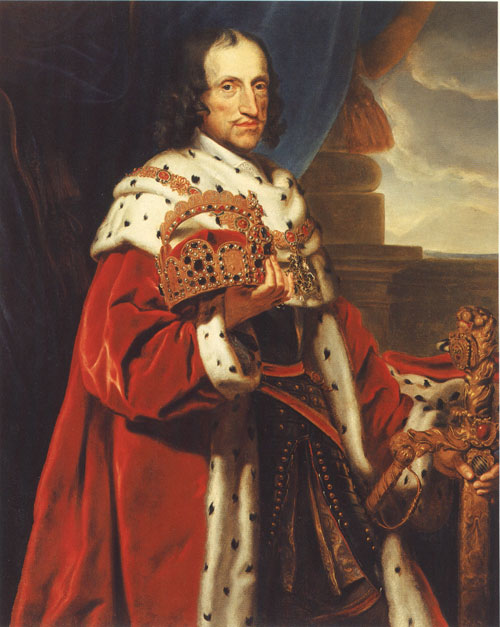
Portret al Electorului Carol Ludovic, de Johann Baptist de Ruell, 1676.

În 1644, Carol Ludovic s-a întors în Anglia la invitația Parlamentului. Contemporanii (inclusiv regele Carol), și unii din generațiile următoare au crezut că motivul pentru care Carol Ludovia a acceptat vizita la Londra a fost speranța lui că Parlamentul îl va încorona rege în locul unchiului său. Aprobarea lui Carol Ludovic pentru partidului parlamentar a fost un motiv de dușmănie între unchi și nepot, iar atunci când regele captiv și-a mai întâlnit nepotul din nou, în 1647, bătrânul Carol l-a acuzat pe Prinț că a încercat să pescuiască tronul englez.
Carol Ludovic era încă în Anglia în octombrie 1648 când Pacea de la Westphalia i-a restituit Palatinatul Inferior (Palatinatul Superior, spre marea sa dezamăgire a rămas sub Electoratul de Bavaria). El a rămas în Anglia suficient cât să vadă execuția unchiului său Carol I al Angliei, în ianuarie 1649, ceea ce a fost un șoc pentru el.
După acest deznodământ nefericit, Carol Ludovic a revenit în fața Electoratului său, acum devastat, în toamna anului 1649. De-a lungul a mai mult de treizeci de ani ai domniei sale acolo, el a luptat cu un oarecare succes pentru a reconstrui spulberatul lui teritoriu. În politica externă a urmat un curs pro francez, căsătorind-o pe fiica sa Elizabeth Charlotte cu Monsieur, fratele regelui Ludovic al XIV-lea, în 1671. După restaurarea sa, relațiile cu rudele lui au continuat să se deterioreze - rudele sale britanice nu l-au iertat pentru poziția sa în Războiul Civil, în timp ce mama și frații lui au fost ofensați de parcimonia lui.
Cel mai notabil aspect al domniei sale a fost probabil divorțul unilateral de soția sa, Charlotte de Hesse-Kassel, și căsătoria bigamă ulterioară cu Marie Luise von Degenfeld. A doua soție a primit titlul de Raugräfin (contesă a terenurilor nelocuite sau necultivate).